# Orval (Cher)
Pour les articles homonymes, voir Orval.
Orval est une commune française située dans le département du Cher, en région Centre-Val de Loire.

## Géographie

### Climat
Pour des articles plus généraux, voir Climat du Centre-Val de Loire et Climat du Cher.
En 2010, le climat de la commune est de type climat océanique dégradé des plaines du Centre et du Nord, selon une étude du CNRS s'appuyant sur une série de données couvrant la période 1971-2000. En 2020, Météo-France publie une typologie des climats de la France métropolitaine dans laquelle la commune est exposée à un climat océanique altéré et est dans la région climatique  Ouest et nord-ouest du Massif Central, caractérisée par une pluviométrie annuelle de 900 à 1 500 mm, maximale en automne et en hiver. 
Pour la période 1971-2000, la température annuelle moyenne est de 11,6 °C, avec une amplitude thermique annuelle de 15,5 °C. Le cumul annuel moyen de précipitations est de 736 mm, avec 10,3 jours de précipitations en janvier et 7,5 jours en juillet. Pour la période 1991-2020, la température moyenne annuelle observée sur la station météorologique installée sur la commune est de 12,3 °C et le cumul annuel moyen de précipitations est de 757,1 mm,. Pour l'avenir, les paramètres climatiques de la commune estimés pour 2050 selon différents scénarios d'émission de gaz à effet de serre sont consultables sur un site dédié publié par Météo-France en novembre 2022.
| Mois                                  | jan.            | fév.           | mars           | avril         | mai             | juin          | jui.          | août           | sep.         | oct.            | nov.            | déc.           | année      |
| ------------------------------------- | --------------- | -------------- | -------------- | ------------- | --------------- | ------------- | ------------- | -------------- | ------------ | --------------- | --------------- | -------------- | ---------- |
| Température minimale moyenne (°C)     | 1,1             | 0,8            | 2,8            | 4,9           | 8,7             | 12,3          | 14            | 13,7           | 10,2         | 7,8             | 3,9             | 1,6            | 6,8        |
| Température moyenne (°C)              | 4,7             | 5,3            | 8,4            | 11,1          | 15              | 18,7          | 20,7          | 20,5           | 16,6         | 13              | 8,1             | 5,1            | 12,3       |
| Température maximale moyenne (°C)     | 8,2             | 9,7            | 14             | 17,3          | 21,2            | 25            | 27,5          | 27,3           | 23           | 18,1            | 12,2            | 8,6            | 17,7       |
| Record de froid (°C) date du record   | −12,7 26.01.07  | −13,6 09.02.12 | −12,2 01.03.05 | −4,3 11.04.03 | −1,1 08.05.1997 | 3,9 04.06.01  | 6 17.07.00    | 3,5 30.08.1993 | 1,2 20.09.12 | −7,6 30.10.1997 | −9,6 21.11.1993 | −12,5 16.12.01 | −13,6 2012 |
| Record de chaleur (°C) date du record | 20,2 05.01.1999 | 24,7 27.02.19  | 26,7 16.03.12  | 30,7 30.04.05 | 34 27.05.05     | 41,8 29.06.19 | 42,3 24.07.19 | 41,6 06.08.03  | 37 14.09.20  | 30,3 12.10.18   | 26,3 07.11.15   | 19 17.12.15    | 42,3 2019  |
| Précipitations (mm)                   | 59,9            | 48,6           | 50,1           | 66            | 77,8            | 61,8          | 62,1          | 55,1           | 67           | 69,3            | 70,4            | 69             | 757,1      |

## Urbanisme

### Typologie
Au 1er janvier 2024, Orval est catégorisée petite ville, selon la nouvelle grille communale de densité à 7 niveaux définie par l'Insee en 2022.
Elle appartient à l'unité urbaine de Saint-Amand-Montrond, une agglomération intra-départementale dont elle est une commune de la banlieue,. Par ailleurs la commune fait partie de l'aire d'attraction de Saint-Amand-Montrond, dont elle est une commune du pôle principal,. Cette aire, qui regroupe 36 communes, est catégorisée dans les aires de moins de 50 000 habitants,.

### Occupation des sols
L'occupation des sols de la commune, telle qu'elle ressort de la base de données européenne d’occupation biophysique des sols Corine Land Cover (CLC), est marquée par l'importance des territoires agricoles (61,8 % en 2018), en diminution par rapport à 1990 (68,5 %). La répartition détaillée en 2018 est la suivante : 
prairies (43 %), zones industrielles ou commerciales et réseaux de communication (17,7 %), terres arables (17,1 %), zones urbanisées (15,5 %), forêts (5 %), zones agricoles hétérogènes (1,7 %).
L'évolution de l’occupation des sols de la commune et de ses infrastructures peut être observée sur les différentes représentations cartographiques du territoire : la carte de Cassini (XVIIIe siècle), la carte d'état-major (1820-1866) et les cartes ou photos aériennes de l'IGN pour la période actuelle (1950 à aujourd'hui).

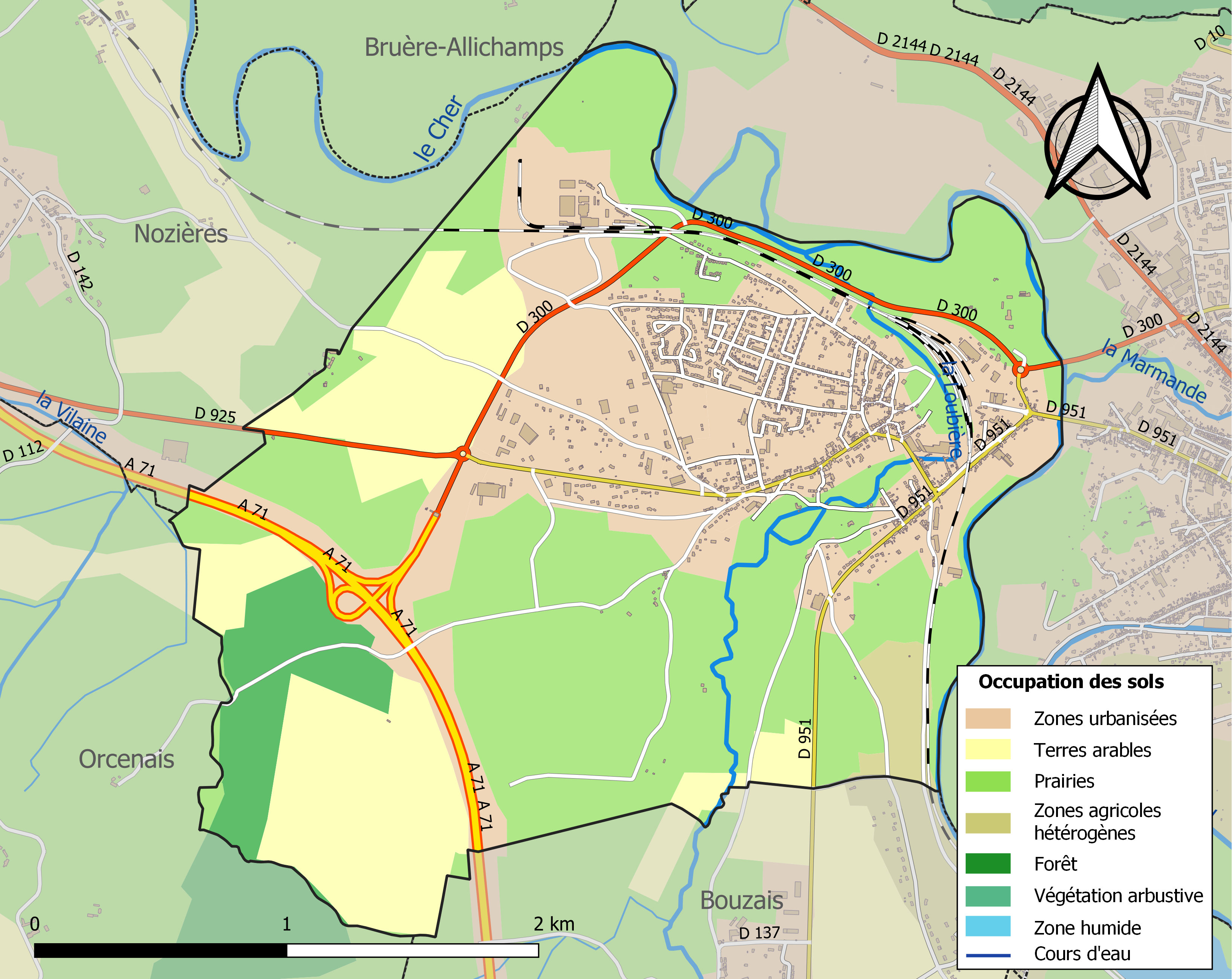
Carte des infrastructures et de l'occupation des sols de la commune en 2018 (CLC).

### Risques majeurs
Le territoire de la commune d'Orval est vulnérable à différents aléas naturels : météorologiques (tempête, orage, neige, grand froid, canicule ou sécheresse), inondations, mouvements de terrains et séisme (sismicité faible). Il est également exposé à deux risques technologiques,  le transport de matières dangereuses et la rupture d'un barrage. Un site publié par le BRGM permet d'évaluer simplement et rapidement les risques d'un bien localisé soit par son adresse soit par le numéro de sa parcelle.

#### Risques naturels
Certaines parties du territoire communal sont susceptibles d’être affectées par le risque d’inondation par débordement de cours d'eau, notamment le Cher et la Loubière. La commune a été reconnue en état de catastrophe naturelle au titre des dommages causés par les inondations et coulées de boue survenues en 1982, 1994, 1999 et 2016,.

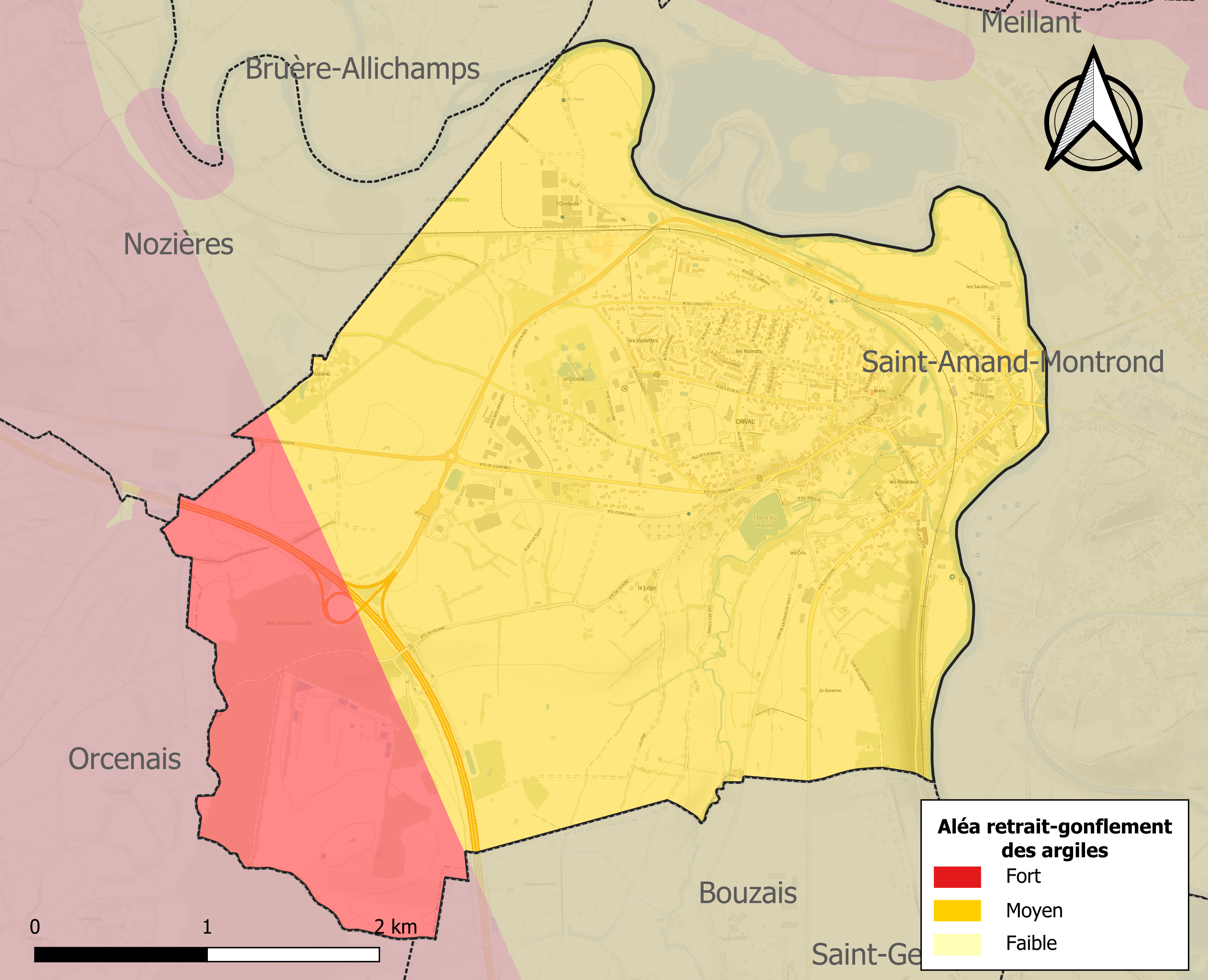
Carte des zones d'aléa retrait-gonflement des sols argileux d'Orval.

La commune est vulnérable au risque de mouvements de terrains constitué principalement du retrait-gonflement des sols argileux. Cet aléa est susceptible d'engendrer des dommages importants aux bâtiments en cas d’alternance de périodes de sécheresse et de pluie. La totalité de la commune est en aléa moyen ou fort (90 % au niveau départemental et 48,5 % au niveau national). Sur les 877 bâtiments dénombrés sur la commune en 2019, 877 sont en aléa moyen ou fort, soit 100 %, à comparer aux 83 % au niveau départemental et 54 % au niveau national. Une cartographie de l'exposition du territoire national au retrait gonflement des sols argileux est disponible sur le site du BRGM,.
Concernant les mouvements de terrains, la commune a été reconnue en état de catastrophe naturelle au titre des dommages causés par la sécheresse en 1989, 2018 et 2019 et par des mouvements de terrain en 1999.

#### Risques technologiques
Le risque de transport de matières dangereuses sur la commune est lié à sa traversée par des infrastructures routières ou ferroviaires importantes ou la présence d'une canalisation de transport d'hydrocarbures. Un accident se produisant sur de telles infrastructures est en effet susceptible d’avoir des effets graves au bâti ou aux personnes jusqu’à 350 m, selon la nature du matériau transporté. Des dispositions d’urbanisme peuvent être préconisées en conséquence.
La commune est en outre située en aval du barrage de Rochebut, de classe A et faisant l'objet d'un PPI. À ce titre elle est susceptible d’être touchée par l’onde de submersion consécutive à la rupture de cet ouvrage.

## Toponymie
Formée sur aurea, « or », et vallis, « vallée ».

## Histoire

### Préhistoire
La présence humaine, pour la commune d'Orval, est attestée dès la fin de la préhistoire.
Ainsi, par le biais de prospections archéologiques, des strucures d'habitats attribués pour la période du néolithique « moyen » ont été signalés au sein des couches stratigraphiques supérieures du hameau villageois d'Arrondes. Ces vestiges, de forme circulaire, possèdent un fossé entouré de poteaux. Ils ont été exhumés au cœur d'une terrasse fluviatile du Cher et qui surplombe la cité d'Orval.
Une nécropole de la civilisation des champs d'urnes (âge du bronze) a été trouvée vers 1964 en bordure sud-ouest d'Orval, dans une ancienne sablière entre le cimetière actuel et le « chemin de Villaine » (appellation 1965 ; de nos jours appelé la « route de Vilaine », cette route passe devant le château d'eau puis longe le coin sud-est du cimetière et passe ensuite au hameau la Loge). Le site est à quelques mètres à l'est du mur est du cimetière actuel, au lieu-dit cadastré sous le nom de « champ des Arondes » et sur la même parcelle cadastrale que le château d'eau. il est à 150 m à l'ouest de la Loubière et à 170 m d'altitude. Des découvertes ultérieures ont montré qu'il s'étend sous le cimetière actuel. 
Ce champ d'urnes est lui-même superposé à une station probablement néo-chalcolithique dont des éléments se trouvent à 35 cm de profondeur. 
Le site a aussi livré un grand bronze romain et une monnaie d'Henri IV (roi de France 1589-1610), signes d'occupation ou de mise en culture de l'endroit à ces époques.

## Politique et administration

### Liste des maires
| Période                                  | Période         | Identité                                          | Étiquette    | Qualité |
| ---------------------------------------- | --------------- | ------------------------------------------------- | ------------ | --- |
| 1820                                     | 1830            | Jean-Baptiste de la Codre (Delacodre) (1764-1840) | Bonapartiste | Agent militaire Juge au Tribunal de Saint-Amand Contrôleur des contributions directes Conseiller d'arrondissement |
| mars 2001                                | 14 octobre 2013 | Patrick Trompeau                                  | DVD          | Conseiller général                                                                                                |
| décembre 2013                            | mars 2014       | Jean-Louis Calmès                                 | DVD          | Dentiste |
| avril 2014                               | En cours        | Clarisse Duluc,                                   | LR           | Personne sans activité professionnelle de moins de 60 ans (non retraitée) Conseillère départementale depuis 2021  |
| Les données manquantes sont à compléter. |                 |                                                   |              | |

### Politique environnementale
Dans son palmarès 2016, le Conseil National des Villes et Villages Fleuris de France a attribué une fleur à la commune au Concours des villes et villages fleuris.

## Démographie
L'évolution du nombre d'habitants est connue à travers les recensements de la population effectués dans la commune depuis 1793. Pour les communes de moins de 10 000 habitants, une enquête de recensement portant sur toute la population est réalisée tous les cinq ans, les populations de référence des années intermédiaires étant quant à elles estimées par interpolation ou extrapolation. Pour la commune, le premier recensement exhaustif entrant dans le cadre du nouveau dispositif a été réalisé en 2006.

En 2022, la commune comptait 1 637 habitants, en évolution de −9,81 % par rapport à 2016 (Cher : −2,48 %, France hors Mayotte : +2,11 %).
| 1793 | 1800 | 1806 | 1821 | 1831 | 1836 | 1841 | 1846 | 1851 |
| ---- | ---- | ---- | ---- | ---- | ---- | ---- | ---- | ---- |
| 237  | 203  | 254  | 229  | 315  | 360  | 235  | 408  | 380  |

| 1856 | 1861 | 1866 | 1872 | 1876 | 1881 | 1886 | 1891 | 1896 |
| ---- | ---- | ---- | ---- | ---- | ---- | ---- | ---- | ---- |
| 406  | 467  | 351  | 363  | 406  | 470  | 466  | 456  | 427  |

| 1901 | 1906 | 1911 | 1921 | 1926 | 1931 | 1936 | 1946  | 1954  |
| ---- | ---- | ---- | ---- | ---- | ---- | ---- | ----- | ----- |
| 446  | 496  | 529  | 572  | 706  | 796  | 893  | 1 083 | 1 079 |

| 1962  | 1968  | 1975  | 1982  | 1990  | 1999  | 2006  | 2011  | 2016  |
| ----- | ----- | ----- | ----- | ----- | ----- | ----- | ----- | ----- |
| 1 216 | 1 436 | 1 995 | 2 055 | 2 024 | 1 997 | 1 898 | 1 900 | 1 815 |

| 2021  | 2022  | - | - | - | - | - | - | - |
| ----- | ----- | - | - | - | - | - | - | - |
| 1 691 | 1 637 | - | - | - | - | - | - | - |

## Économie

### Entreprises
- La Fromagerie d'Orval a été fondée au début du XXe siècle. Elle fabrique la fromagée du Berry, des fromages de vache, de chèvre, la feuille de Dreux et de la crème fraiche. La fabrication se fait de manière traditionnelle, en moulant à la louche, entièrement à la main. La collecte se fait auprès de 15 producteurs de lait de vache ou de chèvre situés au sud du département du Cher[31].
- Les Ateliers d'Orval. Entreprise qui fabrique et répare des wagons de train et qui maîtrise le wagon pour le fret ferroviaire de la construction au recyclage. Les ateliers d’Orval ont été créés il y a plus d’un siècle. Les quatre secteurs d’activités sont la conception, la fabrication, la transformation et la maintenance. Les ateliers d’Orval sont situés sur 17 hectares et 115 personnes travaillent sur le site[32].

## Culture locale et patrimoine

### Lieux et monuments
- Église Saint-Hilaire avec la croix-reliquaire de Saint-Louis du XIIIe siècle.

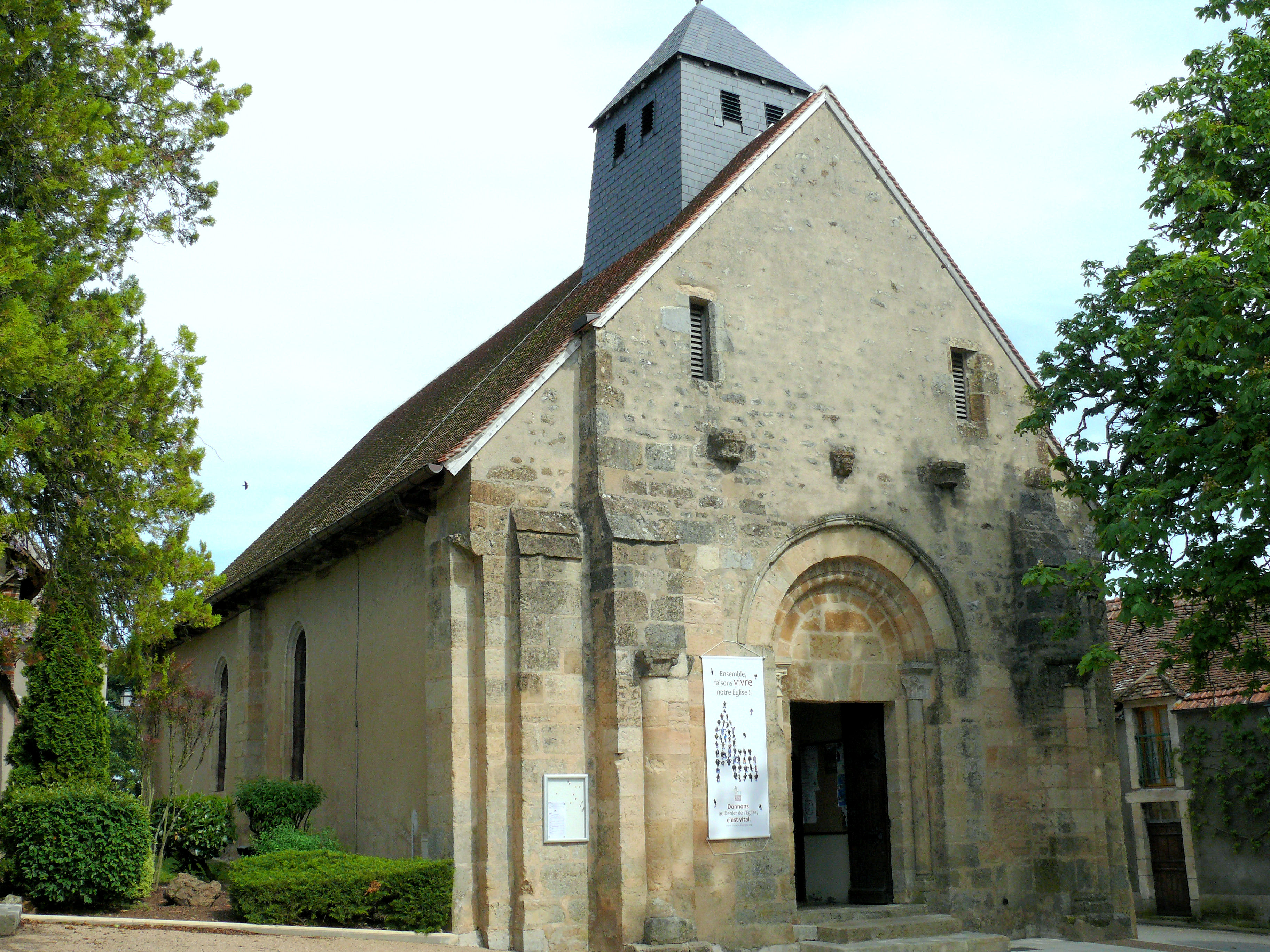
Église Saint-Hilaire.
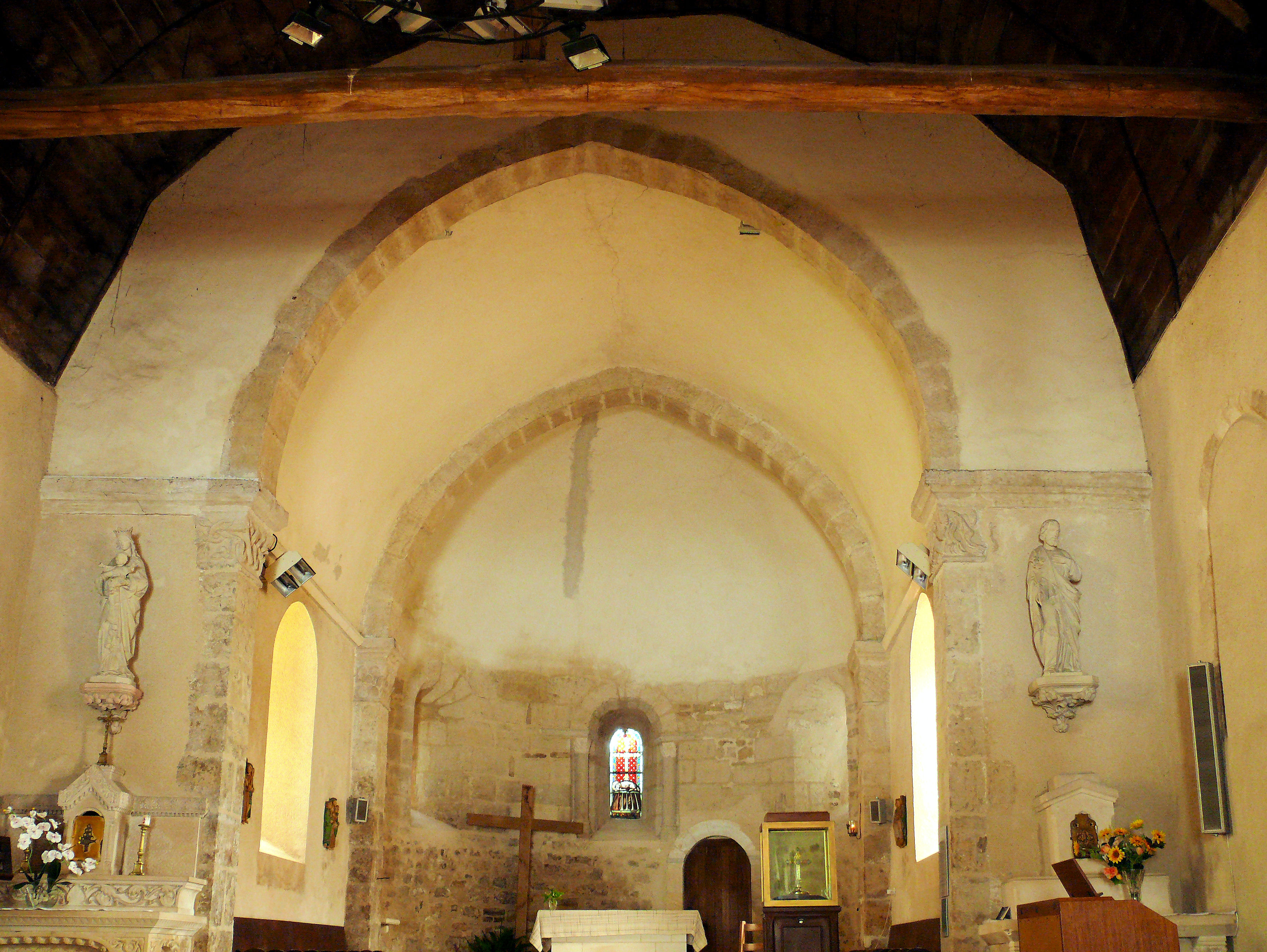
Nef et chœur.
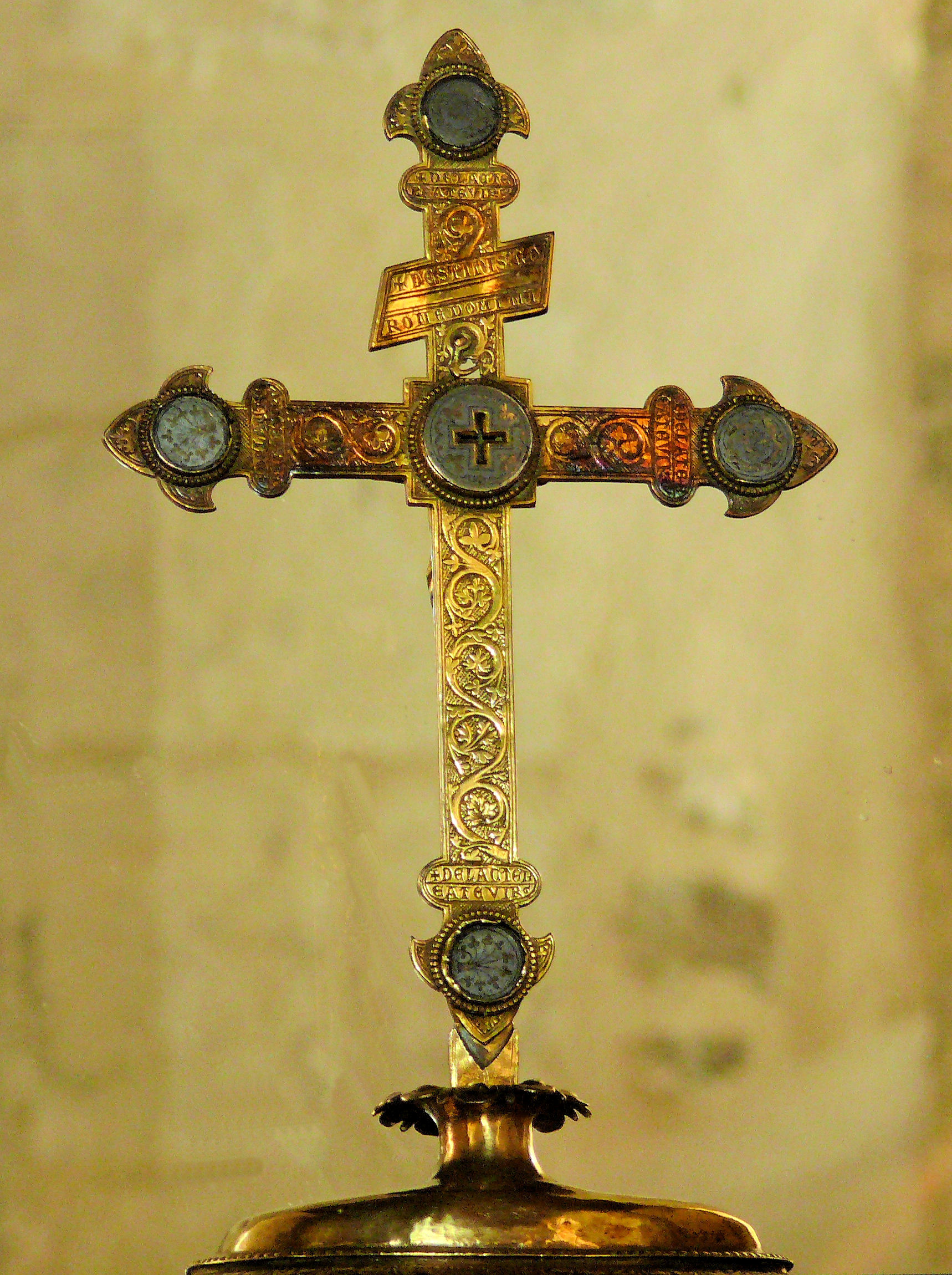
Croix-reliquaire de Saint-Louis.

- La tradition veut que la croix reliquaire ait été offerte par le roi saint Louis au seigneur d'Orval, Henri II de Seuly.

Les archives indiquent que la croix est volée au XVIe siècle et restituée à la fabrique de la paroisse en 1575.
Le socle en argent doré est offert par Henri Jules de Bourbon-Condé, duc d'Enghien, en 1651.
La croix reliquaire est classée par le service des Monuments historiques en 1891.
Elle est présentée à des expositions en 1900, pour la rétrospective de l'art français, en 1965, pour l'exposition des trésors des églises de France, et en 1980, 1986, à Saint-Amand et Noirlac.

### Héraldique
| Blason d'Orval | Les armes d'Orval se blasonnent ainsi : Écartelé d'azur à trois fleurs de lys d'or et de gueules à la bordure engrêlée d'argent. |